# Esther Lotz-Bruns
Esther Lotz-Bruns (geboren im 20. Jahrhundert) ist eine deutsche Rechtsanwältin und war von 2008 bis 2014 Mitglied des Staatsgerichtshofs des Landes Hessen.

## Leben
Nach dem Studium der Rechtswissenschaft entschied sich Lotz-Bruns für den Rechtsanwaltsberuf. Sie arbeitet heute in einer Kanzlei in Frankfurt am Main und ist Fachanwältin für Strafrecht und für Familienrecht. Da sie die italienische Sprache beherrscht und sich in das italienische Recht eingearbeitet hat, unterstützt sie auch die italienische Gemeinde der Rhein-Main-Metropole juristisch. Seit über zwanzig Jahren vertritt sie Frauen vor Gericht, die Opfer sexueller Gewalt wurden.
Am 3. Juni 2008 wurde Lotz-Bruns auf Vorschlag der Fraktion Bündnis 90/Die Grünen vom Hessischen Landtag zum stellvertretenden nicht richterlichen Mitglied in den Staatsgerichtshof des Landes Hessen gewählt. Nach einer kurzen Legislaturperiode wurde sie 2009 wiedergewählt und hatte das Amt bis 2014 inne.
Als Mitglied der Rechtsanwaltskammer Frankfurt am Main beteiligte sich Lotz-Bruns zeitweise auch im Prüfungsausschuss der Rechtsanwaltskammer.
Lotz-Bruns engagiert sich für die Frankfurter Stadtgesellschaft als Mitglied des Stiftungsrates Sebastian Cobler Stiftung für Bürgerrechte und als Kunstmäzenin.